# Arturo Alessandri Palma

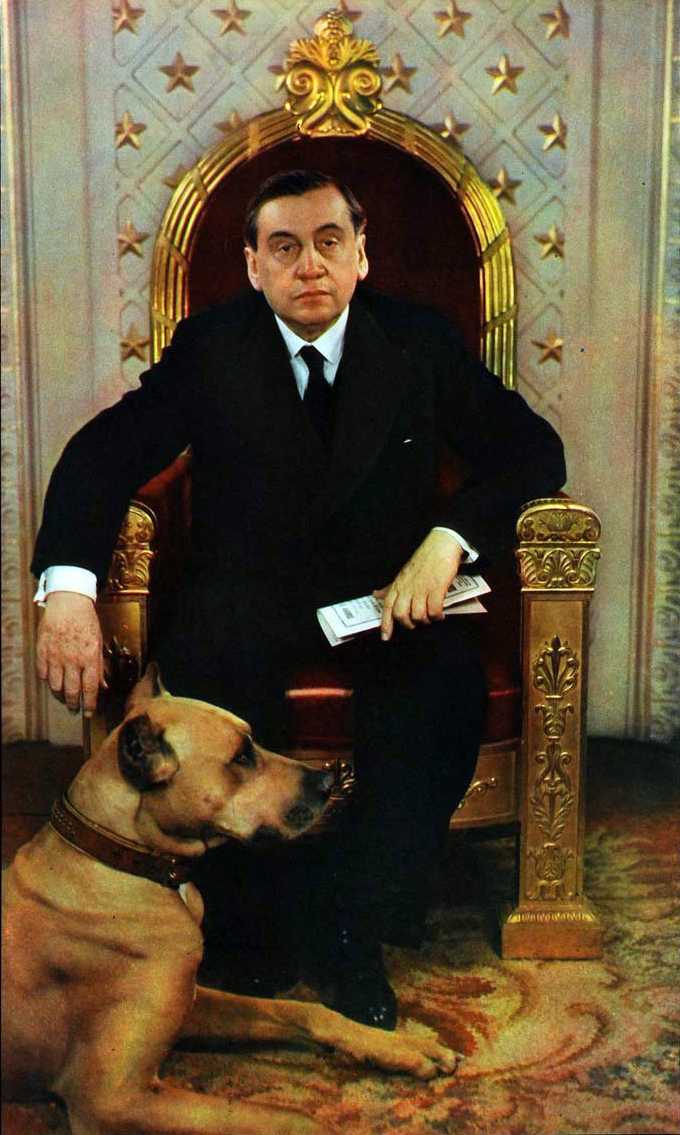
Arturo Alessandri Palma

Arturo Fortunato Alessandri Palma (Hisenda de Longaví, Província de Linares, Xile, 20 de desembre de 1868 - Santiago de Xile, Xile, 24 d'agost de 1950) va ser un advocat i polític xilè, patriarca de la Família Alessandri. President de la República entre 1920 i 1925 i entre 1932 i 1938.

## Joventut
Fill de Pedro Alessandri Vargas, que al seu torn era fill d'un immigrant italià i de Susanna Palma Guzmán. El seu pare es dedicava a les tasques agrícoles de la hisenda en la qual vivia i era administrador. Als dotze anys va entrar becat al Col·legi Sagrats Cors dels Pares Francesos.
Va iniciar la carrera de dret a la Universitat de Xile als vint anys, titulant-se el 1893. El 1891, mentre estudiava, va participar en el diari "La Justícia", el qual estava en oposició al president de torn, José Manuel Balmaceda.
Després d'haver acabat Dret, es va casar amb Rosa Ester Rodríguez Velasco, amb la qual va tenir 9 fills, entre ells Arturo, destacat civilista, Jorge Alessandri, futur president de Xile, Fernando Alessandri, acadèmic i futur senador de Xile, i Hernán destacat metge.
Va exercir el càrrec de bibliotecari de la Biblioteca del Congrés Nacional de Xile durant el 1893, càrrec entès avui com al de director.

## En Política
Va iniciar la seva vida política el 1897, afiliant-se al Partit Liberal, fou elegit diputat per Curicó, on sortiria reelegit per gairebé vint anys més.
El 1915, quan ja presentava les seves primeres aspiracions presidencials, va reptar el senador en exercici per la Província de Tarapacá, Arturo del Rio. Després d'una disputada i violenta elecció, Alessandri va triomfar, a partir de la qual es va guanyar el sobrenom de Lleó de Tarapacá, degut al seu carisma, la seva popularitat entre el poble i el gran èmfasi dels seus discursos van fer-lo molt popular.

### Primera presidència de Xile
Alessandri havia arribat al poder mitjançant les seves promeses de campanya, la legislació social, lleis a favor dels sectors populars, com l'assegurança del treballador, però, va estar afectat per la baixa de preu de l'or blanc (salnitre), a conseqüència del final de la Primera Guerra Mundial i el desenvolupament del salnitre sintètic, la qual va enfonsar el país en una profunda crisi econòmica, que ja s'arrossegava des de principis de segle, al qual es va sumar una crisi social.
A causa del sistema pseudo-parlamentari de l'època, en el qual Alessandri estava immers, tots els seus projectes socials havien estat ajornats o definitivament cancel·lats, ja que posseïa minoria al Congrés Nacional, la qual cosa va provocar disgust entre les persones que l'havien triat com a President. Finalitza del càrrec el 1925 després de cinc anys de dèbil govern.
Al maig de 1932 novament va ser senador per Tarapacá i Antofagasta. Després el Congrés va ser dissolt per una nova junta militar que va enderrocar a Juan Esteban Montero Rodríguez, instaurant l'anomenada República Socialista, que es va allargar fins a 1932. L'octubre del mateix any, es van realitzar noves eleccions presidencials, en les quals Alessandri, amb el suport del Partit Liberal i Radical, va triomfar fàcilment, iniciant així el seu segon període presidencial.

### Segona presidència de Xile
El seu segon govern es va iniciar amb el suport de grups d'esquerra i radicals, però el primer grup es va començar a distanciar d'ell, de manera que Alessandri va intentar mantenir una aliança dreta-radical, fins a l'any 1937, quan aquesta donés un tomb a l'esquerra.
Per fer front a les amenaces colpistes es va recolzar en les milícies republicanes, que tenien la missió de reprimir qualsevol intent de revolta i mai fer política. Van ser creades poc abans del retorn d'Alessandri, com a resultat del moviment civilista. Funcionaven en forma clandestina i després de forma pública, realitzant el 7 de maig de 1933 una gran desfilada davant el president, que els va saludar. S'autodissoldria el 1936 quan van considerar complerta la seva missió. El President va demanar al Congrés en diverses vegades l'estat d'excepció constitucional, que conduiria a accions il·legals, com la famosa incineració del nombre 285 de la revista Topaze, que tenia una caricatura que Alessandri considerava injuriosa.

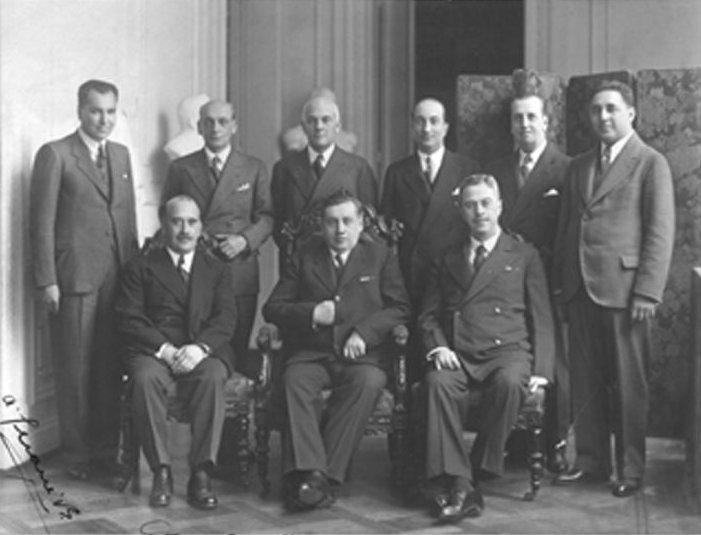
Alessandri (assegut al centre) amb els seus ministres el 1934

Aquestes precaucions no eren poc judicioses, especialment considerant l'aparició de nous factors de violència, com la revolta camperola de Ránquil i la seva sagnant repressió, i el Moviment Nacional-Socialista de Xile de Jorge González Von Marées.
El 19 de juny de 1933, separa el Servei d'Investigacions del Cos de Carabiners, donant-li autonomia a la policia civil, sent un dels orígens de l'actual Policia d'Investigacions de Xile.
Les eleccions de 1938 es jugaven a tres bandes, Gustavo Ross Santa Maria per la dreta, Pedro Aguirre Cerda pel Front Popular i Carlos Ibáñez del Campo, amb el suport dels seus seguidors i del nacionalisme xilè.
Les condicions eren favorables a Gustavo Ross, que amb els vots dels seus adversaris dividits podia obtenir fàcilment la majoria simple. En vista d'aquest fet, un grup de joves Nacistas van prendre, el 5 de setembre, l'edifici de la Seguretat Obrer i la casa central de la Universitat de Xile, en la suposició que la situació obligaria l'exèrcit a prendre el control per imposar l'ordre i lliurar el poder a Ibáñez. El Regiment Tacna va capturar als apostats de la universitat i els va traslladar a marxa forçada a la vista del públic al Segur Obrer, per imposar la rendició als seus companys, que efectivament van deposar les armes, després d'això van ser massacrats pels carrabiners, morint 51 (més un que va morir en combat), i sobrevivint-ne només quatre, que van passar per morts. El general Arriagada, al comandament, va intentar simular que els Nacistes havien mort en armes, cosa que no va aconseguir.
Això va produir una indignació general. Ibáñez va renunciar a la candidatura, permetent el triomf del candidat del Front Popular. Segons alguns testimonis, Alessandri sabia de l'ordre per assassinar aquests joves, a hores de la seva mort, recordaria la matança i afirmaria la seva innocència.

## Post presidència
La seva vida política no va culminar amb la seva Presidència. Producte de la mort del senador comunista per Curicó, Talca, Linares i Maule, Amador Pairoa, es va postular en una elecció senatorial complementària i va aconseguir la victòria, tornant el 8 de novembre al Senat. En 1949 va ser reelegit però en aquesta ocasió per Santiago, sent a més electe alcalde de la ciutat.
Va ser de vital importància en les eleccions presidencials de 1942 i 1946, en la primera per dividir els vots dels liberals, donant suport a Juan Antonio Ríos, i en la segona al presentar-se com precandidat dels liberals, cedint després la seva candidatura al seu fill Fernando, el que va causar la divisió de les candidatures presidencials de dreta, en donar suport als conservadors el doctor Eduardo Cruz-Coke, el que va afavorir la victòria de Gabriel González Videla.
Quan exercia el càrrec de president del Senat va morir als 81 anys, el 24 d'agost de 1950, a causa d'un atac de cor.